# Vultee BT-13

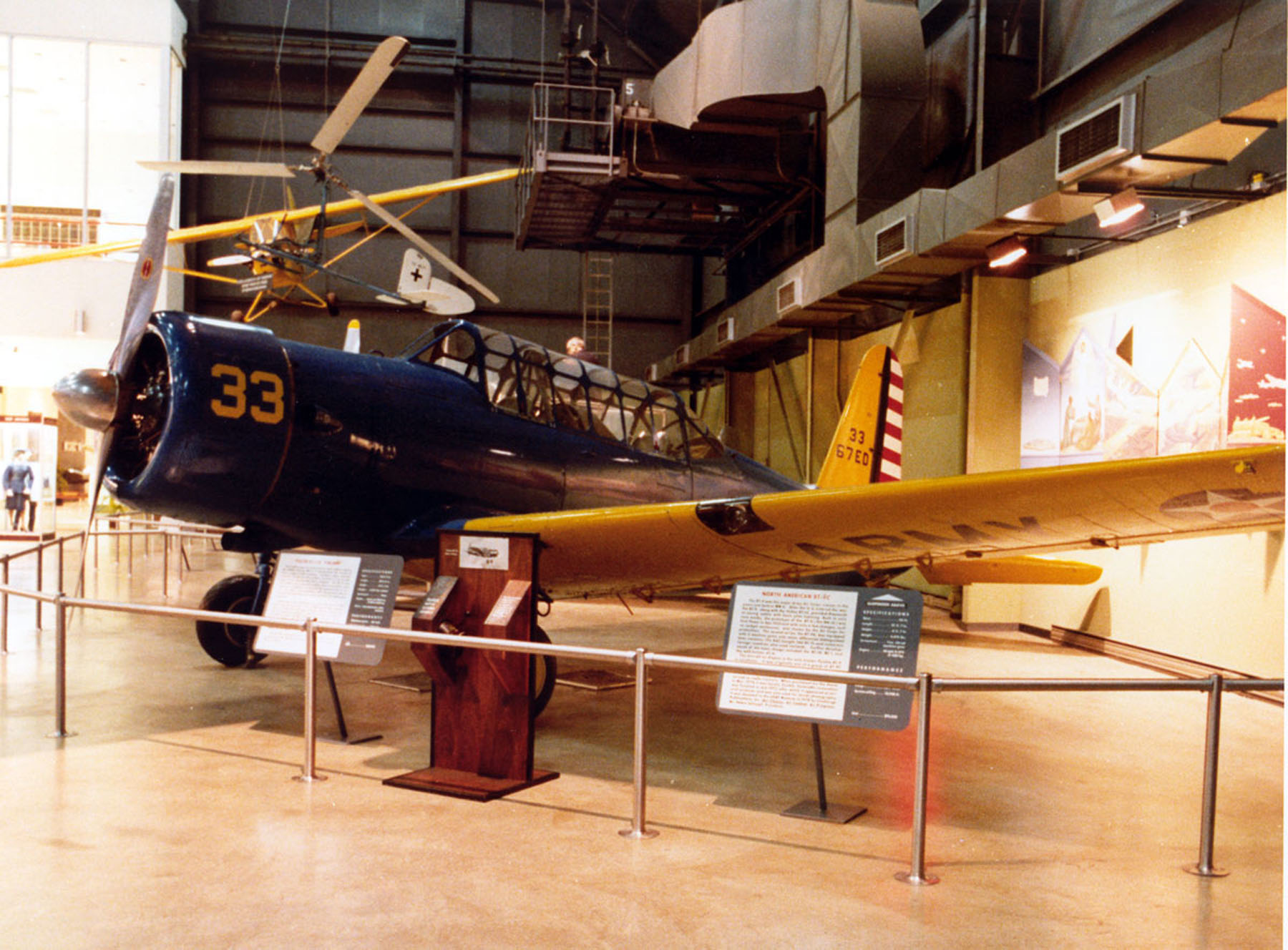
Vultee BT-13B

Die Vultee BT-13 Valiant (Werksbezeichnung: Model 54) war ein einmotoriges US-amerikanisches Schulflugzeug im Zweiten Weltkrieg. Obwohl die BT-13 bis heute relativ unbekannt blieb, gehörte sie mit 11.537 Flugzeugen zu den meistgebauten Maschinen des Zweiten Weltkrieges.
Das United States Army Air Corps (USAAC) suchte Ende der 1930er Jahre ein neues Schulflugzeug. Die BT-13 stand dabei in Konkurrenz zur Fairchild PT-19 und der Boeing-Stearman PT-17. 1939 bestellte das USAAC die ersten 300 BT-13. Mit Beginn des Krieges wurden BT-13-Varianten in sehr großen Stückzahlen gebaut.
Die BT-13 war ein Tiefdecker mit starrem Fahrwerk. Die BT-13 wurde nach der Grundausbildung mit der PT-19 und Stearman als nächstgrößeres Ausbildungsflugzeug verwendet. Danach wurden die Piloten auf der North American AT-6 weitergebildet.
Während des Zweiten Weltkrieges wurden tausende Piloten auf der Castle Air Force Base (Merced Army Air Field) in Atwater, Kalifornien ausgebildet. Die Produktion der BT-13 wurde 1944 eingestellt.

## Varianten
- BT-13, 300 Stück, (BT stand für Basic Trainer und wurde von 1930 bis 1947 verwendet)
- BT-13A, neuer Pratt & Whitney R-985-AN-1, 457 PS (336 kW)-Motor, 6.407 Stück
- BT-13B, neue Bordelektronik, 1.125 Stück
- BT-15, neuer Wright R-975-11 Whirlwind-Motor, 457 PS (336 kW), 1.693 Stück
- SNV-1, BT-13A an die US Navy abgegeben, 1.350 Stück (SN stand für Scout Trainer und wurde von der US Navy von 1938 bis 1948 verwendet, V bedeutete Vultee, siehe auch Bezeichnungssystem Navy)
- SNV-2B, BT-13B an die US Navy abgegeben, 650 Stück

## Produktion
Abnahme der BT-13 und BT-15 durch die USAAF:
| Version     | 1940 | 1941  | 1942  | 1943  | 1944  | SUMME  |
| ----------- | ---- | ----- | ----- | ----- | ----- | ------ |
| BT-13       | 232  | 68    |       |       |       | 300    |
| BT-13A      |      | 1.761 | 3.155 | 2.121 |       | 7.037  |
| BT-13A Peru |      | 12    |       |       |       | 12     |
| BT-13B      |      |       |       | 146   | 979   | 1.125  |
| BT-15       |      |       | 387   | 876   |       | 1.263  |
| SNV-1       |      |       | 590   | 560   |       | 1.150  |
| SNV-2       |      |       |       | 346   | 304   | 650    |
| SUMME       | 232  | 1.841 | 4.132 | 4.049 | 1.283 | 11.537 |

## Museumsflugzeuge
- Mid-Atlantic Air Museum, Reading (Berks County, Pennsylvania) – 1942 BT-13A Valiant
- Castle Air Museum, Atwater, Kalifornien

## Technische Daten

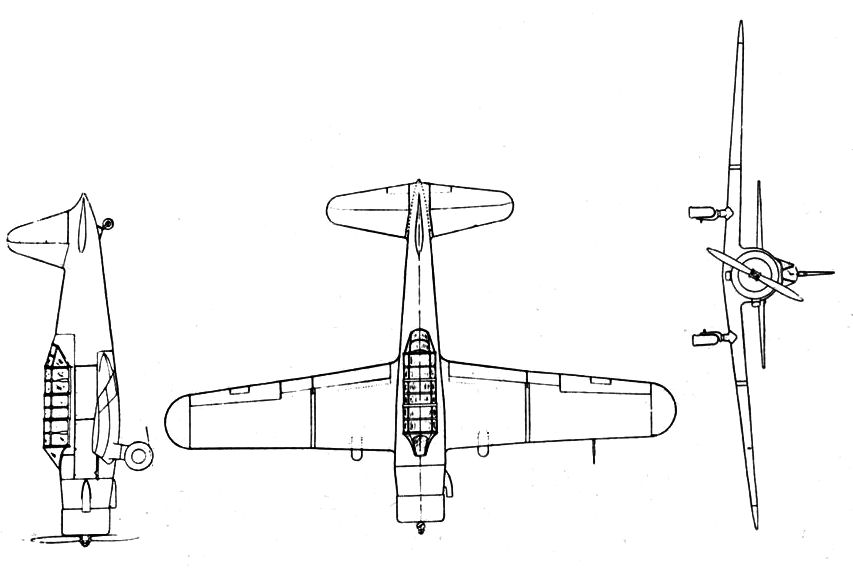
Dreiseitenriss

| Kenngröße             | Daten der BT-13A                                |
| --------------------- | ----------------------------------------------- |
| Besatzung             | Fluglehrer und Flugschüler                      |
| Länge                 | 8,79 m                                          |
| Spannweite            | 12,80 m                                         |
| Höhe                  | 3,51 m                                          |
| Flügelfläche          | 22 m²                                           |
| Flügelstreckung       | 7,4                                             |
| Leermasse             | 1531 kg                                         |
| Startmasse            | 2039 kg                                         |
| Triebwerke            | 1 × Pratt & Whitney R-985-AN-1, 336 kW (450 PS) |
| Höchstgeschwindigkeit | 290 km/h                                        |
| Dienstgipfelhöhe      | 6600 m                                          |
| Reichweite            | 1167 km                                         |